# France.tv studio
Ne doit pas être confondu avec Studio par France.tv slash.
france.tv studio, anciennement Multimédia France Productions (MFP), créée sous le nom de Méditerranée Film Productions, est une société de production de télévision française créée en 1986, filiale du groupe public France Télévisions. Elle prend son nom actuel de france.tv studio à partir du 2 juillet 2018.

## Présentation et historique
Elle produit des programmes de tout genres pour la télévision (fiction, magazines, documentaires...), et réalise le doublage et le sous-titrage des programmes du groupe ou de l'extérieur. Elle a également pour mission de rendre les programmes accessibles aux personnes handicapées via le sous-titrage pour sourds et malentendants et l'audiodescription.
La société de production est créée en 1986 à Marseille sous le nom de Méditerranée Film Productions (MFP),.
En 2001, elle intègre le groupe public France Télévisions et change de nom en Multimédia France Productions, tout en gardant son sigle MFP. Elle voit également son activité réorientée pour assurer le sous-titrage de tous les programmes du groupe. Elle est aussi repositionnée comme un producteur généraliste au service des chaînes du groupe public.
En 2018, elle change de nom en france·tv studio, change de logo et crée trois labels :
- france·tv access, qui regroupe l'activité du sous-titrage pour sourds et malentendants ;
- france doublage, dans celle du doublage, du sous-titrage multilingue et de l'audiodescription ;
- histodio, dans celle de la création d'œuvres sonores.

Le 20 décembre, france.tv studio obtient la labellisation LUCIE 26000[source insuffisante], label en matière de responsabilité sociétale des entreprises (RSE) en France, aligné sur la norme internationale de RSE, l’ISO 26000.
Le 1er février 2023, france.tv studio rejoint l’association ECOPROD afin de participer à la transition écologique du secteur de l’audiovisuel[réf. nécessaire].

## Identité visuelle

Logos
Logo de Multimédia France Productions (MFP).
Logo de france.tv studio

## Organisation

### Direction

#### Présidents-directeurs généraux
- Ghislain Achard : 1998 - 2009[8];
- Yves Garnier : juillet 2009 - mai 2011 ;
- Martin Ajdari : mai 2011 - avril 2014 ;
- Christian Vion : avril 2014 - septembre 2015[9] ;
- Laëtitia Recayte : septembre 2015 - mai 2017[10] ;
- Julien Verley : mai 2017 - juin 2019
- Takis Candilis : juin 2019 - janvier 2020
- Stéphane Sitbon Gomez : janvier 2020 - septembre 2020
- Arnaud Lesaunier :  depuis septembre 2020

### Siège et studios
Le siège de france.tv studio est situé au 10 rue Lucien Bossoutrot à Paris dans le 15ème arrondissement.
Les studios nommés "V studios" sont eux localisés près de Montpellier à Vendargues.

## Activités

### Production
france.tv studio est une société de production généraliste. Elle produit :
- Des magazines et divertissements tels que Ce soir (ou jamais !) et Lundi en histoires pour France 3, Le Doc du dimanche, La Galerie France 5, Le Monde en face, Dans les yeux d'Olivier, Duels et La Case du siècle pour France 5, Les Chemins de la foi[12]. Pour France 2, Télématin[13]...
- Des séries télévisées comme Alex Hugo, Candice Renoir et des téléfilms comme Je vous présente ma femme, Les Mauvaises Têtes, Divorce et Fiançailles ou La Part des anges[14].
- Des collections documentaires telles que Le Monde de Jamy et Un siècle d'écrivains pour France 3, Les Duos de l'Histoire de l'art pour France 5, Au p'tit bonheur la France et Au cœur de la vie sauvage pour Planète+ Thalassa ; et des documentaires unitaires comme Au Cœur du Zoo de Paris ! pour France 2, Tibet, Histoire d'une tragédie pour France 3 et Bataille navale pour Planète+ Thalassa[15].
- Les habillages d'antenne jeunesse Ludo (France 3 et France 4) et Zouzous (France 4 et France 5)  par le passé, ; ainsi que les émissions Studio 4 et Les Nuits 4.0 de France 4[16]. Aujourd'hui, l'équipe dédiée ne s'appelle plus Studio Ludo, mais Studio Okoo... Comme son nom l'indique, ils travaillent désormais sur les habillages d'antenne jeunesse de Okoo.

### Doublage et sous-titrage
France.tv studio réalise le doublage de programmes, fiction ou docufiction, et les voix off de documentaires, aussi bien en français, en anglais et en allemand. Elle s'occupe également du sous-titrage multilingue pour la fiction, les magazines ou des programmes évènementiels.
La société a pour mission de rendre les programmes accessibles aux personnes handicapées. Elle réalise le sous-titrage pour sourds et malentendants (certification ISO 9001), que ce soit de manière classique (en « stock ») ou par reconnaissance vocale (en direct ou semi-direct). Elle réalise également l'audiodescription des œuvres audiovisuelles.

### Activités sur les réseaux sociaux
france.tv studio est présent sur les réseaux sociaux. Certaines des émissions que la société de production produit ont au moins un compte sur les réseaux sociaux.
Par ailleurs, des équipes de france.tv studio produisent du contenu pour la plateforme Lumni et ses réseaux sociaux, notamment Tiktok. Le contenu produit est essentiellement éducatif et à destination des jeunes francophones.